# Cypella pabstiana
Cypella pabstiana är en irisväxtart som beskrevs av Pierfelice Ravenna. Cypella pabstiana ingår i släktet Cypella, och familjen irisväxter. Inga underarter finns listade i Catalogue of Life.